# Nyo-Sprachen
Nyo-Sprachen ist die Bezeichnung einer Sprachengruppe von 50 westafrikanischen Sprachen in der Familie der Niger-Kongo-Sprachen. 
Die wichtigste Gruppe innerhalb der Nyo-Sprachgruppe ist die Gruppe der Potou-Tano-Sprachen mit 41 Sprachen.

## Sprachenfamilie
Die Nyo-Sprachen gehören zur Familie der Niger-Kongo-Sprachen und folgenden Sprachgruppen:
Niger-Kongo-Sprachen
Atlantik-Kongo-Sprachen
Volta-Kongo-Sprachen
Kwa-Sprachen
Nyo-Sprachen
Agneby
Abé, Elfenbeinküste
Abidji, Elfenbeinküste
Adioukrou, Elfenbeinküste
Attie, Elfenbeinküste
Avikam-Alladian
Ga-Dangme
Ga, Ghana
Dangme, Ghana
Potou-Tano-Sprachen
Unklassifiziert
Esuma, Elfenbeinküste